# Linea 7 bis

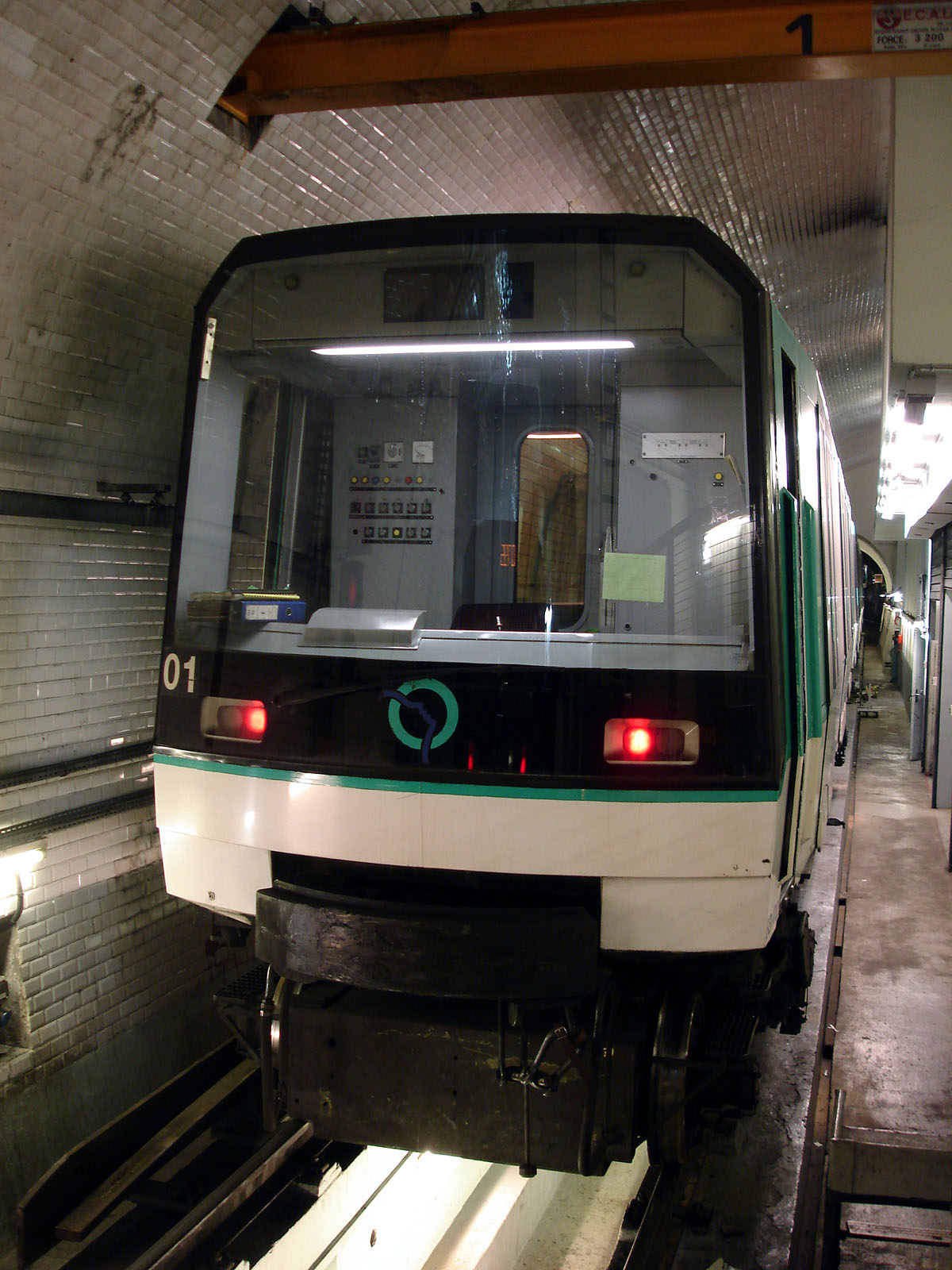
Treno della linea 7bis

La linea 7 bis della metropolitana di Parigi è la seconda linea più breve della rete di trasporto rapido della capitale francese; serve il XIX e il XX arrondissement di Parigi, a nord-est della città.

## Cronologia
- 18 gennaio 1911: la sezione tra Louis Blanc e Pré-Saint-Gervais fu inaugurata come parte della linea 7.
- 1967: a causa del basso traffico passeggeri, il ramo divenne una linea separata con il numero 7 bis.

## Futuro

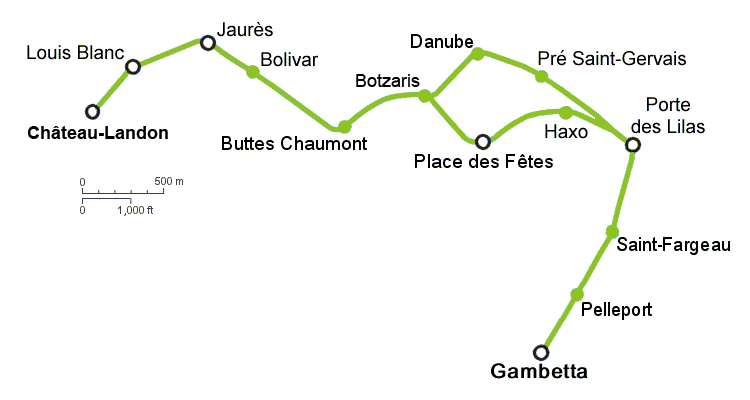
Mappa di una futura unione delle linee 3bis e 7bis in un'unica linea.

È in fase di studio l'unione delle linee 3 bis e 7 bis, collegate attraverso un tunnel già esistente che permetterebbe l'apertura di una stazione chiusa (Haxo). La linea 7 bis sarebbe estesa di una stazione verso ovest ed avrebbe come nuovo capolinea Château Landon. La linea risultante, da Château-Landon a Gambetta diventerebbe la Linea 15.

## Turismo
La linea 7 bis serve il Parc des Buttes Chaumont.